# Критика буддизма
Кри́тика будди́зма, как и критика религии в целом, исходит от людей, несогласных с убеждениями, утверждениями и прочими особенностями различных школ буддизма. Отдельные народы и персоналии, исповедующие буддизм, могут быть подвергнуты критике в той или иной форме за свои действия. Предметом критики могут быть и сами принципы буддизма. Критика может исходить от агностиков, скептиков, атеистов, представителей других религий (например, ислама или христианства) или же буддистов, желающих произвести некоторые реформы.
Рьяным критиком буддизма является словенский философ Славой Жижек.
Буддизм был основан на целом ряде заимствований из более древних индийских религий и философий.

## Неверность буддийским принципам
Мы же настойчиво со своим вопросом о Боге и любви обратимся к буддизму. Приемлема ли для буддиста формула «Бог есть любовь»? Нет.
Согласно убеждениям ряда критиков, не все буддийские культуры и институты верны исходным принципам буддизма. Сэм Харрис, известный сторонник «нового атеизма» и практик буддийской медитации, утверждает, что многие практикующие буддизм зря воспринимают его как религию, и их вера зачастую «наивна, просяща и суеверна», что препятствует принятию ими истинных принципов буддизма.
Некоторые критики утверждают, что лидеры и сторонники буддизма коррумпированы, проявляют интерес к богатству и власти, а не к принципам буддизма. Далай-лама XIV отмечает, что многие монахи как в Японии, так и в Тибете «выполняют ритуалы, не имея ни представления об их смысле, ни желания знакомиться с учениями. Ритуал является для них лишь средством зарабатывания денег. Таких монахов не волнует ни нирвана, ни следующая жизнь. Они думают лишь о том, как заработать деньги в этой жизни».
Также существует несколько получивших огласку сексуальных скандалов с участием наставников развивающихся на Западе групп буддизма.

## Война и насилие
Майкл Джеррисон утверждает, что буддизм был связан с правительством с момента зарождения: «Неспособность представить себе государство без следов буддизма указывает на разновидность религиозного национализма», что показано автором для целого ряда конфликтов буддистских государств средневековой Юго-Восточной Азии. На Шри-Ланке современные буддистские монахи зачастую вовлечены в националистическую политику, хотя Будда никогда не выходил за рамки пассивной консультативной роли в политической жизни. Однако пацифисты Шри-Ланки тоже обращаются к буддизму как к источнику вдохновения.
Буддисты Восточной Азии также часто получали государственную поддержку. Дзэн-буддистский священник Брайан Дайдзэн Виктория описал в своей книге «Дзэн на войне», как буддийские институты оправдывали японский милитаризм в официальных изданиях и сотрудничали с японской армией на поле боя. В ответ на книгу некоторые из школ дзэн-буддизма опубликовали свои извинения за поддержку военных действий правительства.
В 2010 году Оксфордским университетом была издана книга «Buddhist Warfare», в которой подробно рассматриваются случаи «использования насилия и войны в распространении и защите Дхармы», случаи «сострадательного насилия», а также вопросы национализма и взаимодействия буддийской сангхи и государства.
В беспорядках 2008 года в тибетской части КНР, согласно официальной позиции правительства, в организации волнений и насилия участвовал Далай-лама. Министерство общественной безопасности Китая объявило об изъятии при обысках столичных монастырей 176 ружей, 7725 фунтов взрывчатки, а также другого оружия.

## Нетерпимость к иноверцам
На Шри-Ланке, где преобладают буддисты, происходят нападения на мусульман, жертвами время от времени становятся и христиане. Лидер тибетских буддистов Далай-лама XIV призвал буддистов прекратить вражду с мусульманами, но это не имело большого влияния. Следует учитывать при этом вероисповедные традиции стран Юго-Восточной Азии и Тибета существенно различаются между собой. Так, на Шри-Ланке высоким статусом пользуется «Махавамса», сказание, в котором враги буддистов названы «полулюдьми», о них говорится: «Неверующими и людьми дурной жизни они были, не лучше, чем дикие звери. Изгони заботу из своего сердца, о повелитель людей!» Ссылки на «Махавамсу» активно использовались в ходе гражданской войны на Шри-Ланке. Жители Мьянмы из народа чин, традиционно исповедующие христианство, сталкиваются с дискриминацией уже в школе: детям бреют головы, чтобы они были похожими на буддийских монахов. Христиан, живущих на севере Лаоса, местные власти вынуждают работать по воскресеньям, а отдыхать им позволяют лишь в буддийские праздники.

## Самокритика
Существует критический буддизм — японское направление в буддийской философии, критикующее учение о Татхагатагарбхе.
Многие отдельные школы буддизма подвергаются критике со стороны других практиков как духовно неискренние — например, Сока Гаккай; в США в центре внимания по этому поводу был дзэн-центр Сан-Франциско.

## Марксистская критика
Мелвин Голдштейн, Роберт Флорида и другие авторы считают, что Тибет стремится к сохранению феодального общества и эксплуатации крестьян, с которыми обращаются, как с рабами. Нынешний далай-лама, однако, заявил, что выступает за синтез буддизма с марксистской политической экономией, так как в интернациональном марксизме наблюдается сострадание бедным, что соответствует буддийскому учению, а капитализм заботится лишь о выгоде.
Ранее в советской науке преобладало мнение, что буддизм с его политикой проповеди покорности, смирения и примирения с действительностью приводит большинство своих последователей «к отказу от борьбы за социальные и политические преобразования», и это издавна используется эксплуататорскими классами.
Практика вовлечённого буддизма развивает ненасильственные методы активного участия буддистов в преобразовании социума к лучшему, в том числе политической деятельности. При переводе на китайский «вовлечённый буддизм» получил название «буддизм левого крыла» (左翼佛教).

## Феминистская критика
Буддизм был подвергнут критике со стороны феминизма, так как в нём женщины занимают более низкое положение по сравнению с мужчинами, особенно в монашеской общине. В большинстве школ буддизма для монахинь больше правил, чем для монахов. Согласно объяснениям буддистов, это вызвано тем, что во времена Будды требовалось обеспечивать безопасность монахинь, которые, как и монахи, странствовали по лесам и городам; поэтому, например, монахиням запрещается путешествовать в одиночку.

## Христианская критика
И здесь мы не находим любви – той любви, когда человек полагает за других душу свою, как и Христос распялся за нас. Кроме того, буддизм отрицает существование Бога, так что буддисту каяться не перед кем. Идеал буддизма также прямо противоположен христианскому идеалу – это идеал эгоиста.
Как пишет философ Николай Лосский, «мир сотворен Всемогущим и Всеблагим Богом, Который есть само Добро, сама Красота и Истина». Существующий мир все ещё несёт в себе «черты добра, красоты и истины», и поэтому
Абсолютное неприятие мира, желание разрушить мир было бы хулою на Духа Святого и бунтом против Бога. Христианин отвергает в мире только зло, но он полагает, что зло не есть неизбежная принадлежность бытия: оно внесено в мир самой тварью, неправильно пользующейся свободой своей воли. <…>
Буддизм, в противоположность христианству, проповедует абсолютное неприятие мира; его идеал – полное уничтожение мира и прежде всего уничтожение личного бытия, самоуничтожение.
В 1997 году, до того, как стать Папой Бенедиктом XVI, кардинал Йозеф Алоис Ратцингер критиковал буддизм как «духовный эгоцентризм без конкретных религиозных обязанностей». Однако это была критика не буддизма в целом, но католиков, практикующих некоторые буддийские практики.